# Nikola Jurišić

Nikola Jurišić (madžarsko Miklós Jurisics) je bil hrvaški baron, častnik in diplomat, * okoli 1490, Senj, Habsburška monarhija (zdaj Hrvaška),  † 1545, Kiseg, Habsburška monarhija.

## Življenje
Nikola Jurišić je bil prvič omenjen leta 1522 kot častnik Ferdinanda I. Habsburškega, poslan v hrvaške trdnjave, ki so branile prodiranje Sulejmana Veličastnega proti Dunaju. Med letoma 1522 in 1526 je bil povišan v viteza.
Po bitki pri Mohaču leta 1526 ga je kralj imenoval za vrhovnega poveljnika oboroženih sil, ki so branile vzhodno habsburško mejo. Jurišić je v zamenu za visok položaj pomagal Ferdinandu I., da je bil na zboru v Cetinu leta 1527 izvoljen za hrvškega kralja. Jurišić je bil leta 1530 poslan v Konstantinopel na mirovna pogajanja z Osmanskim cesarstvom.

### Obleganje Kisega (1532)
Leta 1532 je stotnik Nikola Jurišić s samo 700-800 hrvaškimi vojaki brez topov in s samo nekaj puškami branil majhno obmejno trdnjavo Kiseg (madžarsko Kőszeg, nemško Güns) in ustavil osmansko vojsko 120.000-140.000 mož na pohodu proti Dunaju.
Potek obleganja je opisan v dveh različicah.
Po prvi je Sulejman I. vodil pohod proti Dunaju, Nikola Jurišić in njegovih 800 vojakov pa se je odzvalo pozivu  habsburškega cesarja, da branijo obmejno mesto. Med pohodom po zahodni Ogrski so v Kisegu naleteli na nemočne ženske in otroke in se odločili, da ga bodo branili. Ker je bil Kiseg na Sulejmanovi poti proti Dunaju, ga je napadel. Po treh dneh bojev je Jurišić zapisal: "Jaz in mojih 89 vitezov smo utrujeni in skoraj brez zalog. Če bomo vzdržali še en dan, bo to pravi čudež."  Ženske in otroci so pred zadnjim napadom molili k svetemu Martinu. Čez dve uri se je osmanski napad začel. Osmani so se po deset minutah borbe umaknili, ker naj bi se jim prikazal ognjen  vitez z ognjenim mečem. 
Po drugi različici je Sulejman mestu ponudil ugodne pogoje za nominalno vdajo. V mesto naj bi prišlo samo nekaj osmanskih vojakov, ki bi na obzidju dvignili turško zastavo, kar se je tudi zgodilo.
Ko se je začelo avgustovsko deževje, je Sulejman prekinil pohod proti Dunaju in se začel umikati proti domu.
Zastoj pri Kisegu, ki je trajal skoraj štiri tedne, je bil dovolj dolg, da se je medtem na Dunaju zbrala močna vojska, s katero se Sulejman ni želel spopasti. Jurišića so po Sulejmanovem umiku častili kot rešitelja Dunaja.

### Kasnejša leta
Po bitki pri Gorjanih leta 1537 je bil Jurišić imenovan za vrhovnega poveljnika (supremus capitaneus)  Slavonije in Spodnje Avstrije. Leta 1540  je bil  capitaneus Kranjske. Zadnja leta življenja je preživel na Dunaju kot zaupni svetovalec dunajskega dvora. Umrl je v Kisegu leta 1545.